# Warning!
Warning! je dvanácté řadové album skupiny Arakain. Bylo vydáno v roce 2005 a obsahuje 13 skladeb. Na tomto albu se poprvé objevil jako host Jan Toužimský, nynější zpěvák Arakainu známý především z muzikálů, který si zazpíval v písni "Strom života" a "DNA". Toto album je tedy zároveň poslední album s Petrem Kolářem za mikrofonem.

## Seznam skladeb
| Pořadí         | Název              | Délka |
| -------------- | ------------------ | ----- |
| 1.             | Warning (Intro)    | 0:49  |
| 2.             | Vnitřní hlas       | 3:52  |
| 3.             | DNA                | 2:55  |
| 4.             | Nevidomý hráč      | 4:40  |
| 5.             | Hříšný touhy       | 5:04  |
| 6.             | Král nudy          | 4:21  |
| 7.             | Náruč hrůzy        | 3:33  |
| 8.             | Černý koně         | 4:10  |
| 9.             | Jesus Business     | 4:11  |
| 10.            | Strom života       | 4:39  |
| 11.            | Noční můry         | 4:33  |
| 12.            | Chtěl bych Ti říct | 3:15  |
| 13.            | Písečná samota     | 6:25  |
| Celková délka: | Celková délka:     | 52:27 |